# Riera de Mascarell
La riera de Mascarell és un curs d'aigua del terme de Sant Llorenç Savall que neix fruit de la unió de diversos torrents provinents de la serra de la Codina i del serrat del Savi, a prop de Sant Jaume de Vallverd. Alguns dels seus afluents són: el torrent de pilera, el torrent de la Busqueta i el torrent de Rosell.